# Veracruz (romanzo)
Veracruz è un romanzo di Valerio Evangelisti, pubblicato nel 2009 da Mondadori Editore. Racconta di vicende che si svolgono nel contesto della pirateria nei Caraibi.

## Trama
Il second'ufficiale Hubert Macary si trova sulla nave del temibile Lorencillo quando, riunitisi i compagni della Filibusta decidono di predare Veracruz, capitale del commercio spagnolo nelle Americhe. 
Tuttavia il suo destino è manipolato da due donne: Claire, sorella dell'ammiraglio De Grammont, il pirata più temuto dei Caraibi, e una Femme Fatale abile nel sedurre quanto nel creare guai.

## Edizioni
- Valerio Evangelisti, Veracruz, Mondadori, 2009.